# Milionia eichhorni
Milionia eichhorni är en fjärilsart som beskrevs av Rothschild och Jordan 1903. Milionia eichhorni ingår i släktet Milionia och familjen mätare. Inga underarter finns listade i Catalogue of Life.